# 922 (numero)
Novecentoventidue (922) è il numero naturale dopo il 921 e prima del 923.

## Proprietà matematiche
- È un numero pari.
- È un numero composto con 4 divisori: 1, 2, 461, 922. Poiché la somma dei suoi divisori (escluso il numero stesso) è 464 < 922, è un numero difettivo.
- È un numero semiprimo.
- È un numero malvagio.
- È un numero intero privo di quadrati.
- È un numero di Smith nel sistema numerico decimale.
- È parte delle terne pitagoriche  (522, 760, 922), (922, 212520, 212522).

## Astronomia
- 922 Schlutia è un asteroide della fascia principale del sistema solare.
- NGC 922 è una galassia spirale della costellazione della Fornace.

## Astronautica
- Cosmos 922 è un satellite artificiale russo.